# 施特劳布·费伦茨·布鲁诺

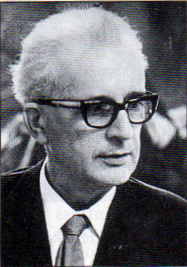

施特劳布·费伦茨·布鲁诺（匈牙利語：Straub Ferenc Brunó；1914年1月5日—1996年2月15日），匈牙利生物化学家，政治人物。早年任职于塞格德大学，之后在英国剑桥市莫尔蒂诺研究所工作。他被认为是肌动蛋白的发现人。后在塞格德市创建生物研究中心。1988年6月29日至1989年10月18日，担任匈牙利人民共和国主席团主席。